# Mistrzostwa Świata U-19 w Rugby Union Mężczyzn 1995
Mistrzostwa Świata U-19 w Rugby Union Mężczyzn 1995 – dwudzieste siódme mistrzostwa świata U-19 w rugby union mężczyzn zorganizowane przez IRB i FIRA, które odbyły się w Bukareszcie w dniach od 10 do 16 kwietnia 1995 roku.

## Grupa A
Mistrzami świata zostali Francuzi, którzy w finale pokonali Argentyńczyków.

### Finał
| 16 kwietnia 1995 | Francja U-19 | 27:12 | Argentyna U-19 | Bukareszt |
| 16 kwietnia 1995 |              | 27:12 |                | Bukareszt |

### Klasyfikacja końcowa
| Miejsce | Reprezentacja          |
| ------- | ---------------------- |
| 1       | Francja U-19           |
| 2       | Argentyna U-19         |
| 3       | Południowa Afryka U-19 |
| 4       | Włochy U-19            |
| 5       | Rumunia U-19           |
| 6       | Szkocja U-19           |
| 7       | Hiszpania U-19         |
| 8       | Urugwaj U-19           |
| 9       | Walia U-19             |
| 10      | Rosja U-19             |
| 11      | Portugalia U-19        |
| 12      | Polska U-19            |

## Grupa B
| Miejsce | Reprezentacja        |
| ------- | -------------------- |
| 1       | Chile U-19           |
| 2       | Chińskie Tajpej U-19 |
| 3       | Maroko U-19          |
| 4       | Czechy U-19          |
| 5       | Tunezja U-19         |
| 6       | Ukraina U-19         |
| 7       | Niemcy U-19          |
| 8       | Holandia U-19        |

## Grupa C
| Miejsce | Reprezentacja   |
| ------- | --------------- |
| 1       | Gruzja U-19     |
| 2       | Jugosławia U-19 |
| 3       | Bułgaria U-19   |
| 4       | Brazylia U-19   |
| 5       | Andora U-19     |